# Gare Candiac
Cet article concerne la gare. Pour la ville de Candiac, voir Candiac.
La gare Candiac est une gare terminale du Réseau de transport métropolitain située dans la ville du même nom. Elle dessert les trains de banlieue de la ligne Candiac.

## Correspondances

### Autobus

#### CIT Le Richelain[2]
| Circuit  | Destinations                                 | Tracé | Horaires |
| -------- | -------------------------------------------- | ----- | -------- |
| Trainbus | Candiac                                      | [N/D] | Horaires |
| 10       | Parc Industriel - Candiac                    | [N/D] | Horaires |
| 31       | Candiac - La Prairie - Terminus Centre-Ville | [N/D] | Horaires |